# Enrique Robinson Bours
Enrique Robinson Bours (Navojoa, Sonora, 23 de abril de 1927 - Cócorit, Sonora, 13 de agosto de 2020) fue un empresario mexicano. Fue uno de los fundadores de las empresas mexicanas Bachoco y Megacable.

## Biografía
Enrique Robinson Bours Almada, hijo de Alfonso Robinson Bours Monteverde y Rosalva Almada Corbalá, nace en Navojoa, Sonora el 23 de abril de 1927, mismo año que se creó el municipio de Cajeme al cual se trasladó a vivir con su familia a la edad de 9 años, en 1936. Fue el tercero de cinco hermanos y dos hermanas.
Estudió primaria en Ciudad Obregón, Sonora, en el colegio Cuevas y Espinoza. Secundaria y preparatoria en Estados Unidos, en St. Michael´s College en Santa Fe, Nuevo México y en St. Mary´s High School en Berkeley, California. Continuó sus estudios en la Universidad de Loyola en Los Ángeles, donde cursó tres semestres en humanidades, incluyendo filosofía. De ahí pasó a la University of Southern California en Los Ángeles, donde cursó la carrera de ingeniero industrial hasta su graduación en 1948.
Al terminar sus estudios, su padre le confió la administración de la Agencia Ford en Ciudad Obregón, Sonora. Esto fue el inicio de su trayectoria como empresario en la que su visión y liderazgo le permitieron fundar, en sociedad con sus hermanos (Alfonso, Juan y Javier) seis empresas: Una distribuidora de llantas, una distribuidora de tractores, tres distribuidoras de automóviles y una empresa avícola: Industrias Bachoco.
A lo largo de su trayectoria, fue miembro de varios organismos empresariales nacionales, participó en diversos consejos de administración de empresas e instituciones financieras nacionales y regionales y formó parte de entidades filantrópicas nacionales. Aunado a la trayectoria empresarial, Enrique R. Bours Almada estuvo comprometido con su comunidad al invertir en numerosas obras sociales, entre las que destacan becas a estudiantes, la vivienda popular y apoyos a instituciones educativas.
Enrique se casó el 15 de julio de 1949 con Beatriz "Tichi" Muñoz con quién procreó seis hijos: Enrique, Beatriz Marina, Rossana, Anabella, Jesús Rodolfo y Mónica. El 19 de febrero de 1971 a la edad de 43 años enviuda de Beatriz Muñoz. El 22 de noviembre de 1985, 14 años después de enviudar, contrae matrimonio en segundas nupcias a los 58 años de edad con Guadalupe Salcedo.
Enrique R. Bours Almada fallece el 13 de agosto de 2020 a los 93 años de edad en Cócorit, Sonora.

## Bachoco
Inició, con su tres hermanos Alfonso, Javier y Juan, en 1952, la empresa Bachoco. Al principio sus instalaciones fueron sencillas. Se apegaban a un lema: "trabajar con la mayor eficiencia y el menor número de empleados". Tres años después tuvo la audacia de expandir las operaciones hacia el centro del país; en 1971 empezó a posicionarse también en la venta del pollo. En los 90 se expandió hacia el sureste; y en 1997 encabezó el reto de la globalización, logrando que Industrias Bachoco, se convirtiera en industria pública en los mercados financieros de México y Estados Unidos.
En pleno siglo XXI, Industrias Bachoco es líder en la industria avícola en México y la sexta empresa avícola más grande del mundo. La compañía inició su cotización en la Bolsa Mexicana de Valores y el New York Stock Exchange en 1997.

## Cargos empresariales y reconocimientos[2]
- Director general de Bachoco. 1952-1992
- Presidente del Consejo de Administración de Bachoco. 1952-2002
- Consejero del Instituto de las Américas, San Diego.
- Miembro del consejo de administración del Banco Nacional de México.
- Miembro del consejo de administración de Seguros Comercial América.
- Miembro del consejo de administración de Corporación San Luis.
- Miembro del consejo de administración de Próxima Gas.
- Miembro del consejo de administración del Banco de México (consejo regional).
- Miembro del consejo de administración de Aeroméxico.
- Miembro del consejo de administración de Semillas Híbridas.
- Miembro del consejo de administración de Hoteles Presidente.
- Miembro del consejo de administración de Unibanco.
- Miembro del consejo de administración de Casa de Bolsa Inverlat.
- Integrante del Consejo Mexicano de Hombres de Negocios.
- Integrante del Consejo Coordinador Empresarial.
- Integrante del Consejo Nacional Agropecuario.
- Integrante de la Unión Nacional de Avicultores.
- Integrante del Consejo Empresarial Mexicano para Asuntos Internacionales.
- Integrante de la Fundación Mexicana para la Investigación Agropecuaria y Forestal.
- Integrante del Consejo Mexicano de Promoción Turística.
- Miembro del Salón de la Fama de la Avicultura Latinoamericana.[7]
- Asociado Fundador y Expresidente del Consejo Directivo de la Fundación Mexicana para la Salud.[8]
- Consejero en el Instituto de Fomento e Investigación Educativa.[3]
- Reconocimiento como ejecutivo distinguido de Ciudad Obregón por la Asociación de Ventas y Mercadotecnia (1970).
- Reconocimiento de Distinción al Mérito Avícola , otorgado por la Unión Nacional de Avicultores (1989)
- Miembro del Salón de la fama de la Avicultura Latinoamericana por la Asociación Latino-Americana de Avicultura en 1997.
- Miembro del Salón del Empresariado Mexicano, otorgado por Desarrollo Empresarial Mexicano en 1998.
- Premio al  liderazgo y contribución a la avicultura del país  por la Unión Nacional de Avicultores.
- Premio  como uno de los 300 líderes más influyentes de México concedido por la revista Líderes Mexicanos (2003).
- Premio al de ciudadano distinguido con motivo del 76.º aniversario del municipio de Cajeme (2003).

## Fortuna
La familia Robinson Bours se posicionó dentro del top 10 de multimillonarios de México con sus empresas Bachoco y Megacable.
En el ranking de Multimillonarios 2020 de Forbes México, la familia Robinson Bours se ubicó en el noveno lugar, con una fortuna de 2,570 millones de dólares (mdd).

## Altruismo
En lo que se refiere a obras de beneficencia, Enrique se preocupó por promoverlas en lo educativo, deportivo y religiosas en Ciudad Obregón. En 2005, inauguró Fundación Tichi Muñoz, en honor a su difunta esposa conocida como "Tichi" por familiares y amigos.